# Rafiganj

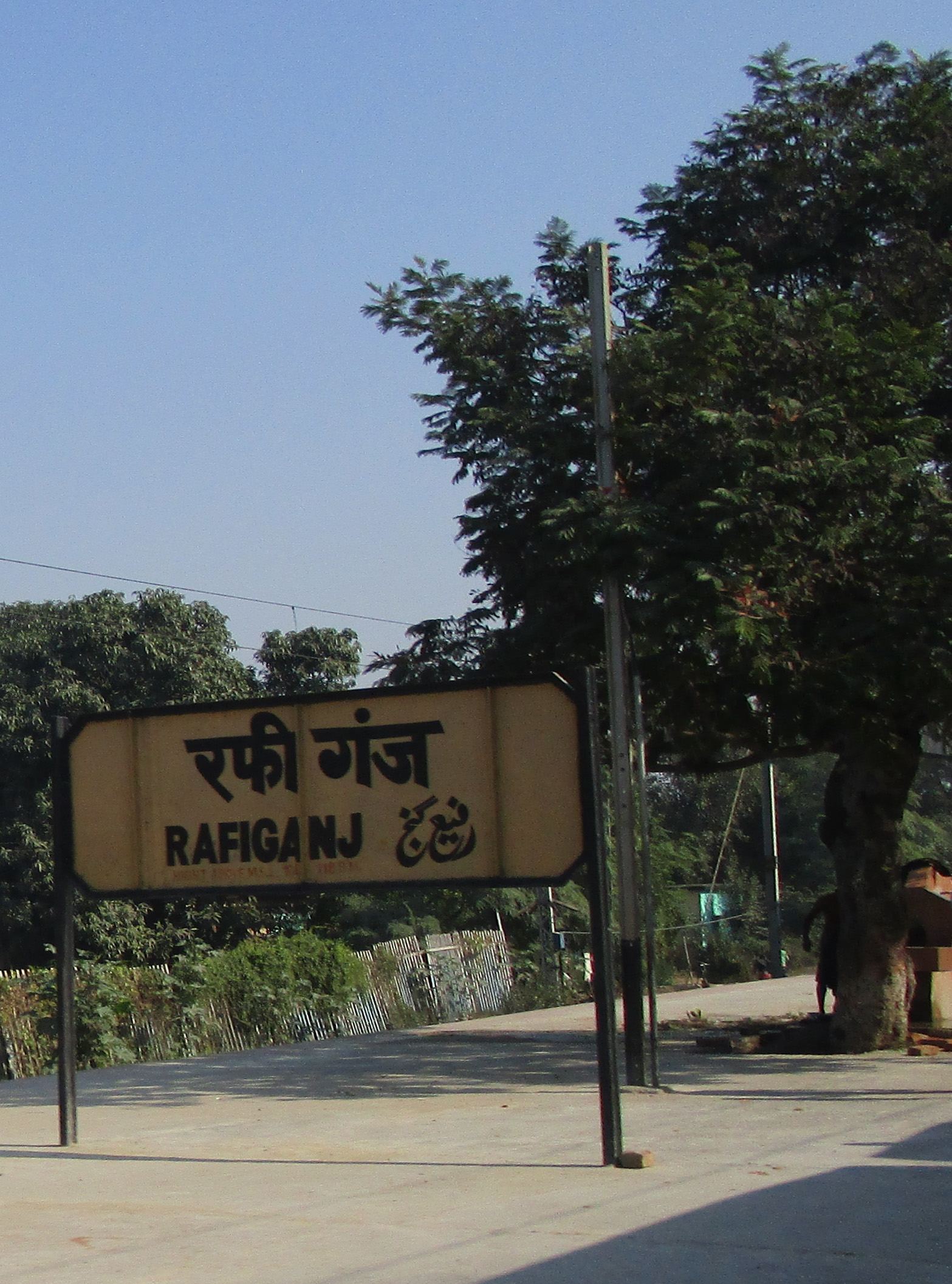
Placa de identificação da estação ferroviária de Rafiganj

Rafiganj é um cidade no distrito de Aurangabad, no estado indiano de Bihar.

## Geografia
Rafiganj está localizada a 24° 49′ N, 84° 39′ L. Tem uma altitude média de 89 metros (291 pés).

## Demografia
Segundo o censo de 2001, Rafiganj tinha uma população de 23.889 habitantes. Os indivíduos do sexo masculino constituem 52% da população e os do sexo feminino 48%. Rafiganj tem uma taxa de literacia de 49%, inferior à média nacional de 59,5%: a literacia no sexo masculino é de 55% e no sexo feminino é de 41%. Em Rafiganj, 19% da população está abaixo dos 6 anos de idade.